# Gubernia orenburska
Gubernia orenburska (ros. Оренбургская губерния) – jednostka administracyjna Imperium Rosyjskiego i RFSRR w południowo-wschodniej Rosji Europejskiej – na Uralu i południowo-zachodnim Zauralu (część azjatycka guberni), utworzona w 1744 ukazem cesarzowej Elżbiety. W 1782 ukazem Katarzyny II przekształcona w namiestnictwo ufijskie, od 1796 ukazem Pawła I ponownie gubernia. Stolicą guberni był Orenburg. Zlikwidowana w 1928.
Gubernia była położona pomiędzy 51°8′ a 55°23′ szerokości geograficznej północnej i 54°8′ a 64°52′ długości geograficznej wschodniej. Graniczyła od północy z gubernią permską, na wschodzie z gubernią tobolską, na południu z obwodem uralskim i obwodem turgajskim, na zachodzie z gubernią ufijską i samarską.
Powierzchnia guberni w 1897 wynosiła 189 733,7 km². Gubernia w początkach XX wieku była podzielona na 5 ujezdów.

## Demografia
Według wyników spisu powszechnego z 1897 liczba ludności wynosiła 1 600 145 osób – Rosjan (70,4%), Baszkirów (15,9%), Tatarów (5,8%), Ukraińców (2,6%) i Mordwinów (2,4%).

### Ludność w ujezdach według deklarowanego języka ojczystego 1897[1]
| Ujezd            | Rosjanie | Baszkirzy | Tatarzy | Ukraińcy | Mordwini |
| ---------------- | -------- | --------- | ------- | -------- | -------- |
| Gubernia ogółem  | 70,4%    | 15,9%     | 5,8%    | 2,6%     | 2,4%     |
| Wierchnieuralski | 65,5%    | 19,7%     | 5,4%    | …        | 1,3%     |
| Orenburski       | 68,4%    | 10,2%     | 8,6%    | 5,4%     | 4,7%     |
| Orski            | 40,1%    | 42,8%     | 6,8%    | 4,3%     | 3,7%     |
| Troicki          | 82,2%    | 7,4%      | 7,4%    | …        | …        |
| Czelabiński      | 85,1%    | 12,3%     | …       | …        | …        |

Gubernia została zlikwidowana w 1928. Od 1934 na jej terytorium istnieje obwód orenburski RFSRR, obecnie (2013) Federacji Rosyjskiej.